# Eva Brás Pinho
Eva Luna Brás Pinho (Lisboa, 4 de dezembro de 1999) é uma advogada e política portuguesa. Foi eleita deputada à Assembleia da República nas Eleições legislativas portuguesas de 2024 e, novamente reeleita em 2025, após a queda do governo de Luís Montenegro, para o XXV Governo Constitucional de Portugal, pelo Partido Social Democrata. É também deputada municipal de Cascais e foi presidente da Juventude Social Democrata do mesmo concelho.

## Biografia
Eva Luna Brás Pinho, nasceu em Lisboa, no dia 4 de dezembro de 1999.
Formada em Direito pela Universidade Católica Portuguesa - Lisboa, em 2021, fez o Mestrado em Transnational Law e em 2022 estagiou na Morais Leitão, Galvão Teles, Soares da Silva e Associados.
Foi líder da Juventude Social Democrata de Cascais e suplente da Comissão Política Nacional da JSD. Em 2019 esteve na lista do PSD, para as Eleições legislativas portuguesas de 2019, pelo Círculo eleitoral de Lisboa.
Em 2021, é eleita deputada da Assembleia Municipal de Cascais, pelo PSD, cargo que ainda desempenha.
No dia 10 de março de 2024, foi eleita deputada à Assembleia da República, pelo Círculo eleitoral de Lisboa, sendo a deputada mais nova do Grupo parlamentar do PSD. Durante o XXIV Governo Constitucional de Portugal, integrou as Comissões de Educação, Juventude, Cultura, Relações Internacionais e Desporto do Grupo de Trabalhos da AR, pertenceu também às Comissões Parlamentares dos Assuntos Europeus (suplente), Educação e Ciência, Cultura, Comunicação, Juventude e Desporto, Comissão Parlamentar de Inquérito - Gémeas tratadas com o medicamento Zolgensma e ao Grupo de Trabalho - Parlamento dos Jovens (coordenadora). Em março de 2025, o governo de Luís Montenegro cai, tendo Marcelo Rebelo de Sousa (Presidente da República) convocado eleições legislativas para o dia 18 de maio do mesmo ano. Eva Brás Pinho, voltou a integrar as listas de deputados à Assembleia da República, em 18.º lugar pelo Círculo eleitoral de Lisboa, onde foi reeleita ao cargo de deputada.
Ao longo da sua atividade política Eva, tem sido uma das vozes mais ativas pelos direitos das mulheres, considerando-se feminista. Desde que assumiu funções na AR, tem sido  tem sido convidada por canais de televisão como a SIC Notícias ou a CNN Portugal, para fazer comentário político. Em 2025, é contratada pela  CNN Portugal para reforçar o painel de comentadores do canal, tornando-se assim comentadora fixa.